# Dupuy de Lôme (1915)
Dupuy de Lôme (Q105) – francuski oceaniczny okręt podwodny z czasów I wojny światowej i okresu międzywojennego, jednostka prototypowa typu Dupuy de Lôme. Został zwodowany 9 września 1915 roku w stoczni Arsenal de Toulon, a ukończono go w sierpniu 1916 roku. Okręt służył w Marine nationale do 1935 roku.

## Projekt i budowa
„Dupuy de Lôme” zamówiony został na podstawie programu rozbudowy floty francuskiej z 1913 roku. Okręt zaprojektował inż. Julien Hutter, powiększając rozmiary swojego poprzedniego projektu „Archimède” i dodając napęd parowy zastosowany w typie Gustave Zédé.
„Dupuy de Lôme” zbudowany został w Arsenale w Tulonie. Stępkę okrętu położono w marcu 1913 roku, a zwodowany został 9 września 1915 roku. Okręt otrzymał nazwę na cześć wybitnego francuskiego konstruktora okrętów, inż. de Lôme.

## Dane taktyczno–techniczne
„Dupuy de Lôme” był dużym, oceanicznym okrętem podwodnym. Długość całkowita wynosiła 75 metrów, szerokość 6,4 metra i zanurzenie 3,6 metra. Wyporność w położeniu nawodnym wynosiła 833 ton, a w zanurzeniu 1287 ton. Okręt napędzany był na powierzchni przez dwie 3-cylindrowe maszyny parowe potrójnego rozprężania systemu Delaunay-Belleville o łącznej mocy 3500 koni mechanicznych (KM), do których parę dostarczały dwa trójwalczakowe kotły wodnorurkowe du Temple. Napęd podwodny zapewniały dwa silniki elektryczne Belfort o łącznej mocy 1640 KM. Dwuśrubowy układ napędowy pozwalał osiągnąć prędkość 17 węzłów na powierzchni i 11 węzłów w zanurzeniu. Zasięg wynosił 2350 Mm przy prędkości 10 węzłów w położeniu nawodnym oraz 120 Mm przy prędkości 5 węzłów pod wodą. Dopuszczalna głębokość zanurzenia wynosiła 50 metrów.
Okręt wyposażony był w osiem wyrzutni torped kalibru 450 mm (cztery wewnętrzne na dziobie, dwie na rufie i dwie zewnętrzne), z łącznym zapasem 10 torped oraz dwa pokładowe działa kal. 75 mm. Załoga okrętu składała się z 4 oficerów oraz 39 podoficerów i marynarzy.

## Przebieg służby
„Dupuy de Lôme” został wcielony do służby w Marine nationale w sierpniu 1916 roku. Jednostka otrzymała numer taktyczny Q105. Od 1917 roku do końca wojny okręt operował w składzie Flotylli Marokańskiej, stacjonując w Gibraltarze.
Na początku lat 20. „Dupuy de Lôme” poddano znaczącej przebudowie: zamiast maszyn parowych zamontowano silniki Diesla Krupp o mocy 1200 KM każdy, pochodzące z ex-niemieckiego U-Boota, dzięki czemu znacznie zwiększył się zasięg jednostki; okręt otrzymał też nowy kiosk i mostek.
Po remoncie okręt pełnił służbę na Atlantyku do lipca 1935 roku, kiedy skreślony został z listy floty.